# Beukenvlekje
Beukenvlekje (Arthonia didyma) is een korstmos die behoort tot de familie Arthoniaceae. Het groeit op loofbomen met een gladde en harde schors. Dit zijn vooral beuk, eik en lijsterbes, maar het kan ook worden aangetroffen op andere bomen zoals gewone esdoorn, es en zwarte els. Regelmatig komt het voor op landgoederen en oude bossen. Het leeft in symbiose met alg Trentepohlia.

## Determinatie

### Uiterlijke kenmerken
Beukenvlekje een korstvormig korstmos. Het thallus is grijs tot olijfgroen van kleur en doorgaans volledig verzonken in de schors. De apotheciën zijn donkerbruin tot zwart van kleur, onregelmatig gelobd. Ze meten  en de diameter is tot 0,6 mm. Soms vloeien meerdere apotheciën samen. Pycnidiën hebben een doorsnede van 40–60 μm en zijn zeldzaam aanwezig. Met kaliloog vertonen de apotheciën en pycnidiën een grijsgroene kleurreactie. 

### Microscopische kenmerken
De bruine ascosporen zijn 2-cellig, knobbelig, dikwandig, zonder epispore, schoenzoolvormig en meten (12–)14–17 × 4,7–7 µm. Conidia zijn bacillevormig en meten 3,5–4 × 0,7 µm. Het hymenium is 33–50 µm hoog en is hyaliene of licht oranje-rood-bruin.

## Gelijkende taxa
Beukenvlekje lijkt op inktspatkorst, maar de apotheciën zijn minder groot en onregelmatiger gevormd.

## Verspreiding
Beukenvlekje is inheems in Eurazië en Noord-Amerika. In Nederland is het een vrij zeldzame soort en staat op de rode lijst in de categorie 'kwetsbaar'. In Vlaanderen is de soort voor het eerst in 2009 waargenomen